# (6073) Tähtiseuraursa
(6073) Tähtiseuraursa ist ein Asteroid des Hauptgürtels, der am 18. Oktober 1939 von dem finnischen Astronomen Yrjö Väisälä in Turku entdeckt wurde.
Die Benennung des Asteroiden erfolgte erst am 11. April 2022. Benannt ist er nach Ursa, einem finnischen Astronomieverein.